# Libéma Open 2024
Libéma Open 2024 a fost un turneu profesionist de tenis care s-a jucat pe iarbă, la Autotron Rosmalen, Rosmalen, 's-Hertogenbosch, Țările de Jos, în perioada 10–16 iunie 2024. A fost cea de-a 32-a ediție a Turneul de tenis de la Rosmalen și clasificat ca un turneu ATP 250 pe Circuitul ATP 2024 și un turneu WTA 250 pe Circuitul WTA 2024.

## Campioni

### Simplu masculin
Pentru mai multe informații consultați Libéma Open 2024 – Simplu masculin

### Simplu feminin
Pentru mai multe informații consultați Libéma Open 2024 – Simplu feminin

### Dublu masculin
Pentru mai multe informații consultați Libéma Open 2024 – Dublu masculin

### Dublu feminin
Pentru mai multe informații consultați Libéma Open 2024 – Dublu feminin

## Puncte și premii în bani

### Puncte
| Probă           | C   | F   | SF  | QF | Runda 2 | Runda 1 | Q   | Q2  | Q1  |
| Simplu masculin | 250 | 165 | 100 | 50 | 25      | 0       | 13  | 7   | 0   |
| Dublu masculin  | 250 | 150 | 90  | 45 | 20      | 0       | N/A | N/A | N/A |
| Simplu feminin  | 250 | 163 | 98  | 54 | 30      | 1       | 18  | 12  | 1   |
| Dublu feminin   | 250 | 163 | 98  | 54 | 1       | N/A     | N/A | N/A | N/A |

### Premii în bani
| Probă           | C        | F       | SF      | QF      | R16     | R32    | Q2     | Q1     |
| Simplu masculin | €104,985 | €61,235 | €36,000 | €20,860 | €12,110 | €7,400 | €3,700 | €2,020 |
| Dublu masculin* | €36,470  | €19,510 | €11,440 | €6,390  | €3,770  | N/A    | N/A    | N/A    |
| Simplu feminin  | €30,650  | €18,110 | €10,100 | €5,750  | €3,512  | €2,512 | €1,860 | €1,200 |
| Dublu feminin*  | €11,150  | €6,270  | €3,600  | €2,150  | €1,652  | N/A    | N/A    | N/A    |

*per echipă